# Terry Kiser
Terry Kiser (Omaha, 1 de agosto de 1939) é um ator americano, mais conhecido por sua interpretação como o morto Bernie Lomax, personagem-título da comédia Weekend at Bernie's, e sua sequência, Weekend at Bernie's II.
Ele é formado em  engenharia industrial pela Universidade do Kansas e também é co-fundador de uma escola de atuação chamada "The Actors Arena" em Austin, no Texas.

## Carreira

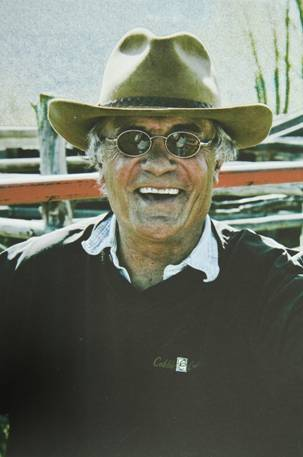
Terry Kiser

Terry era ator em duas novelas, "Storm The Secret", na CBS e "The Doctors" na NBC. Kiser co-estrelou várias vezes na televisão, principalmente comédias, mas ele fez uma aparição notável como um comediante Vic Hitler sobre o drama Hill Street Blues.
Ele também interpretou o Doutor Crew em Friday the 13th 7: The New Blood e apareceu em Mannequin: On the Move como um feiticeiro.
Kiser também teve um papel recorrente como Craven em Night Court com Harry Anderson, John Larroquette, etc, de HG Wells em Lois e Lois & Clark: The New Adventures of Superman. Ele também apareceu em três episódios de Walker, Texas Ranger, The Fresh Prince of Bel-Air, Will & Grace e The Golden Girls, bem como em dois episódios da Three's Company como dois personagens diferentes. Kiser era um membro da companhia de repertório de Carol Burnett na Carol and Company, que foi ao ar em 1990 e 1991.